# Jorge Juan

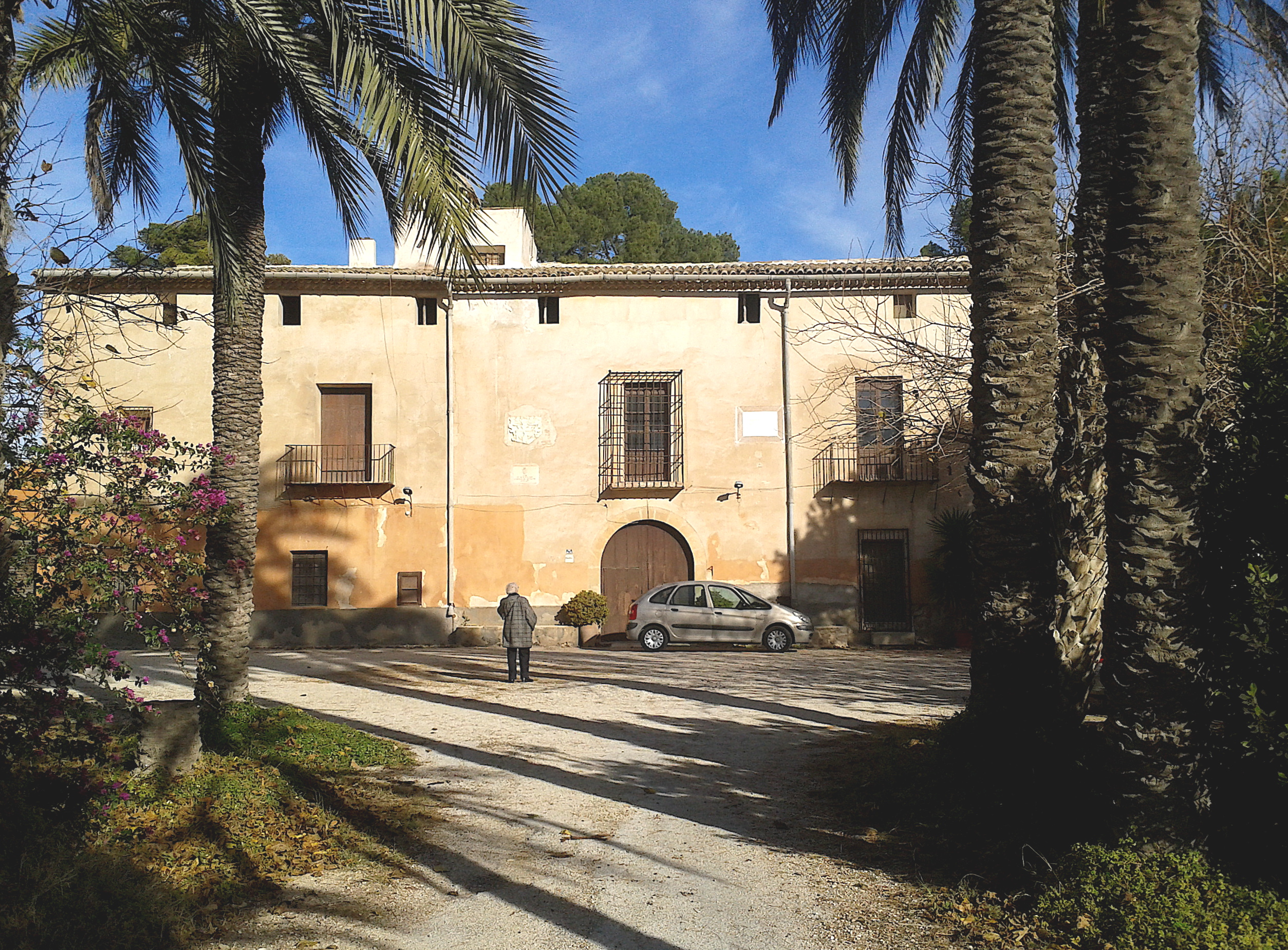
Casa familiar del abuelo paterno de Jorge Juan, "El Fondonet". Fotografía realizada con motivo del III Centenario del nacimiento del científico.

Jorge Juan y Santacilia (Monforte del Cid o Novelda, 5 de enero de 1713-Madrid, 21 de junio de 1773) fue un eminente marino, ingeniero naval y científico español. Participó en la Misión Geodésica Hispano-Francesa (1735-1744) enviada a la Provincia de Quito (actual Ecuador) para medir la longitud de un arco de meridiano terrestre y así, comparándola con una medición efectuada en la zona ártica (Laponia), se confirmó el achatamiento del planeta en los polos. Reformó el modelo naval español. Es uno de los destacados iniciadores de la Escuela Universalista Española del siglo XVIII.

## Biografía

### Nacimiento e inicios de su carrera
Hijo de Bernardo Juan y Canicia y de Violante Santacilia y Soler, nació el 5 de enero de 1713, entre las dos y tres de la tarde. Con motivo del III centenario de su nacimiento se desarrollaron multitud de argumentaciones en torno a la procedencia de su nacimiento. Lo cierto es que su bautismo se realizó en Monforte del Cid, siendo esta localidad la que figura en el único escrito que se halla acerca de la natalidad del mismo, la carta de ingreso a la Orden de Malta, en donde figura de su puño y letra que «Soy natural de la Universidad de Monforte». "Circunstancia que desorientó a muchos de sus biógrafos y hasta suscitó polémicas, ya innecesarias, entre los de una y otra villa, que se disputan la patria del que tanto ilustró a las ciencias".

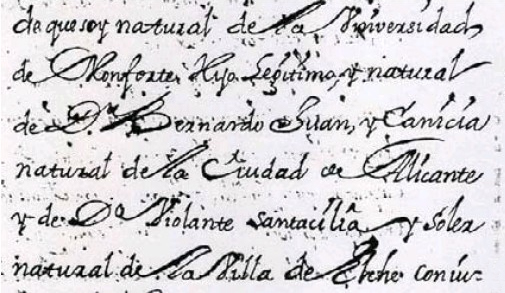
Proceso Original de las Pruebas de Nobleza, Vida y Costumbres de D. Jorge Juan y Santacilia.

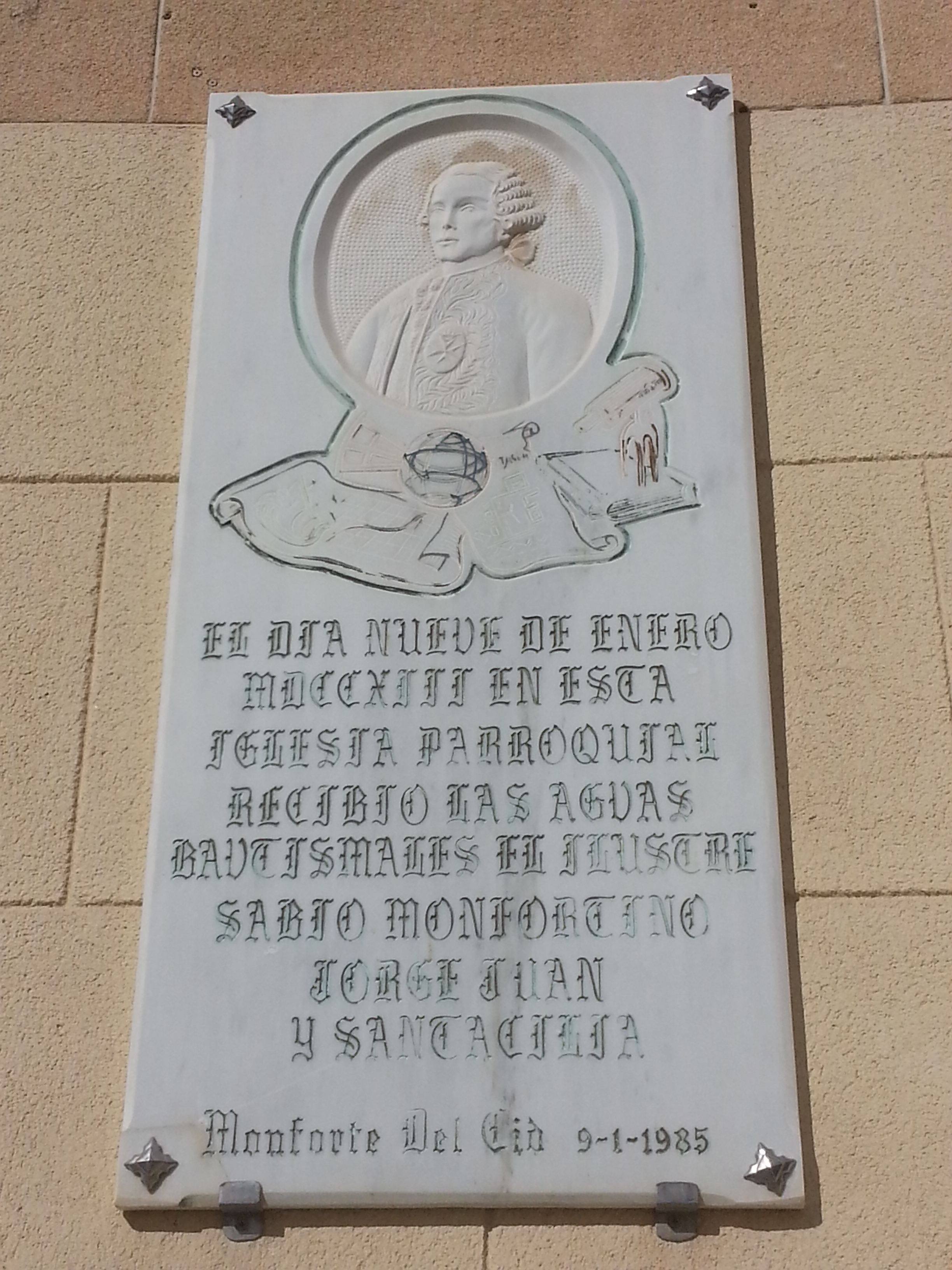
Placa conmemorativa del bautismo de Jorge Juan y Santacilia en la fachada principal de la iglesia de Nuestra Señora de las Nieves en Monforte del Cid, 1985.

Tenía tres años de edad cuando quedó huérfano de padre, estudiando las primeras letras en el colegio de la Compañía de Jesús de Alicante bajo la tutoría de su tío don Antonio Juan, canónigo de la colegiata. Poco después, su otro tío paterno don Cipriano Juan, caballero de la Orden de Malta, condición que implicaba el celibato durante toda la vida, que por entonces era Bailío de Caspe, se encargó de su educación enviándole a Zaragoza para que cursara allí los estudios de Gramática, que en aquel tiempo constituían una enseñanza preparatoria para otros estudios superiores. La ciencia matemática era una de las materias más importantes en la educación de un guardiamarina del siglo XVIII.
En 1729, con dieciséis años de edad, regresó a España para solicitar su ingreso en la Real Compañía de Guardias Marinas, escuela naval militar fundada por Patiño en 1717 en Cádiz. Tras seis meses de espera asistiendo como oyente, ingresó en 1730 en la Academia de Guardias Marinas de Cádiz, donde se impartían modernos estudios técnicos y científicos con asignaturas como geometría, trigonometría, observaciones astronómicas, navegación, cálculos de estima, hidrografía, cartografía, etc., completando una formación humanística con otras clases de dibujo, música y danza. Pronto adquirió fama de alumno aventajado, siendo conocido por sus compañeros con el sobrenombre de Euclides. Las avanzadas teorías de Newton eran conocidas y divulgadas en esta academia, de la que habrían de salir técnicos muy cualificados para la Armada. Cádiz era una puerta abierta a la Europa ilustrada, a las corrientes enciclopedistas y al comercio con América, en una España dieciochesca que se resistía al avance de las nuevas ideas. El mismo Voltaire tenía una casa comercial de vinos en Cádiz.
Todo esto debió de influir en la formación del joven Jorge Juan que en 1734, con 21 años de edad, finaliza sus estudios de guardiamarina, tras haber navegado durante tres años por el Mediterráneo, participando en numerosas expediciones, bien para castigar a los piratas, en la campaña de Orán, o en la escuadra que acompañó a Nápoles para sentar en el trono al entonces infante don Carlos, que más tarde sería Carlos III de España. Entre otros maestros en el arte de navegar tuvo como general al marqués de Mari, su capitán en la Academia de Cádiz, y como comandantes al conde de Clavijo, al célebre Blas de Lezo y a Juan José Navarro, después marqués de la Victoria.
Como cadete participó en la expedición contra Orán (1732) y en la campaña de Nápoles (1734). En 1734, todavía estudiando, fue designado por Felipe V para participar junto con Antonio de Ulloa en la expedición organizada por la Real Academia de Ciencias de París a las órdenes del astrónomo Louis Godin para medir un grado del arco de meridiano terrestre en la línea ecuatorial en América del Sur, específicamente en la Real Audiencia de Quito, antiguo Virreinato del Perú (actuales Ecuador y Perú). En la expedición se determinó que la forma de la Tierra no es perfectamente esférica y se midió el grado de achatamiento de la Tierra.
Jorge Juan permaneció diecinueve años en América estudiando la organización de aquellos territorios por encargo de la corona. A su regreso, Fernando VI lo ascendió a capitán de navío.

### Medida del meridiano terrestre junto a La Condamine
En 1734, Felipe V recibió la solicitud de su sobrino el rey Luis XV de Francia para que una expedición de la Académie Royale des Sciences de París, formada por Louis Godin, Pierre Bouguer y Charles Marie de La Condamine, viajase a Quito, en el Virreinato del Perú, a medir un arco de meridiano y obtener el valor de un grado terrestre que pudiese ser comparado con otras mediciones practicadas por Maupertuis en Laponia. De estas mediciones se obtendrían distintas medidas de la distancia de un cierto ángulo sobre la tierra a distintas latitudes, lo que permitiría determinar con exactitud la forma no perfectamente esférica de la Tierra. Este problema, que venía planteándose desde los griegos, se convirtió en el siglo XVIII en una agria polémica que duraba casi un siglo, sobre si tenía forma elongada (en los polos) como decían académicos como Cassini, partidarios además de la mecánica cartesiana, o achatada como defendían Maupertuis y otros sabios como Newton, Halley y Huygens, apoyándose en la teoría de la gravitación universal (los cuerpos pesaban menos en el Ecuador), o en las experiencias del péndulo (no oscilaba con la misma frecuencia en diferentes lugares). La expedición acabaría la polémica dando la razón a estos últimos.
Felipe V era admirador de los sabios franceses y quiso participar en la empresa. En una Real Orden del 20 de agosto de 1734 ordenaba elegir a dos de sus más hábiles oficiales, para que acompañasen y ayudaran a los científicos franceses en todas las operaciones de la medición, asumiendo la mitad de los gastos de la expedición. Sorprendentemente eligieron a dos jóvenes guardias marinas, Jorge Juan y Santacilia y Antonio de Ulloa y de la Torre-Guiral, que no tenían más que veintiuno y diecinueve años y carecían de graduación militar, por lo que se les ascendió directamente a tenientes de navío. Jorge Juan sería el matemático, Antonio de Ulloa el naturalista.
Partieron de Cádiz el 26 de mayo de 1735 en compañía de Antonio José de Mendoza Caamaño y Sotomayor, marqués de Villagarcía, que acababa de ser nombrado virrey del Perú, a bordo del navío El Conquistador, Jorge Juan, y en la fragata Incendio, Antonio de Ulloa. Llegaron el 7 de julio a Cartagena de Indias, pero hasta el 15 de noviembre no lo hicieron los franceses, y juntos emprendieron la ruta por Guayaquil hacia Quito.
La medición del grado de meridiano se prolongó desde 1736 hasta 1744. El sistema seguido consistía en una serie de triangulaciones que requerían poner señales en puntos o bases elegidas, tanto en el llano como en las cumbres de 5.000 metros de altitud. Las ciudades de Quito y Cuenca limitaron los extremos de la triangulación; entre ambas, una doble cadena de montañas paralelas facilitaba la elección de vértices a una y otra parte del gran valle que las une. Decidieron separarse en dos grupos, Godín con Juan, La Condamine y Bouguer con Ulloa; ambos grupos efectuarían las medidas en sentido contrario, con el fin de comprobar su exactitud. La medida empleada era la toesa, equivalente a 7 pies de Burgos o 1,98 metros. Después de varias comprobaciones, había que completar estas observaciones físicas con las astronómicas.
En 1748 Ulloa describe en su Relación Histórica del Viaje a la América meridional muchas de las dificultades y sufrimientos que tuvieron que soportar. Por tres veces tuvieron que interrumpir su trabajo y andar el largo camino desde Quito a Guayaquil por orden del virrey de Lima, para solucionar cuestiones relacionadas con la defensa marítima del Virreinato en sus costas y plazas, fortificándolas contra los ataques ingleses.
Juan estableció como valor del grado de Meridiano contiguo al Ecuador, 56 767 788 toesas, en un cálculo que resultó el más aproximado de todos los de la expedición. Sobre la base de esta medición, cincuenta años después, el metro pasó a ser definido como la nueva unidad de medida, y con ello el sistema métrico decimal fue adoptado universalmente.
Finalmente, después de nueve años, regresaron en navíos distintos con el fin de asegurar que uno de los duplicados de las notas y cálculos llegara a su destino. Embarcaron en el puerto de El Callao en las fragatas francesas Lys y Délivrance, el 22 de octubre de 1744. Jorge Juan llegó a Brest con la Lys el 31 de octubre de 1745. Desde allí se dirigió a París para cambiar impresiones sobre su obra y contrastar algunas particularidades observadas por él y Godín en sus observaciones astronómicas, conociendo a los célebres astrónomos Marian, Clairaut y La Caille, autores de las fórmulas que tantas veces habían empleado. Conoció a Réaumur, inventor del termómetro, y a otros célebres científicos que, en compañía de La Condamine y Bouguer, reintegrados a sus actividades, le votaron como miembro correspondiente de la Académie royale des Sciences.
Antonio de Ulloa tuvo más dificultades. Apresada su fragata por los ingleses, que habían declarado la guerra a Francia durante la travesía, tuvo que arrojar al mar la documentación comprometedora, no así lo referente a la medida del grado, observaciones físicas y astronómicas, y noticias históricas. Le llevaron preso cerca de Portsmouth. En sus estudios sobre la minería fue el primero en hablar de la platina o platino, como mineral diferente de la plata y el oro.
A su refreso a España, había muerto Felipe V y fueron recibidos con indiferencia en Marina y en la Secretaría de Estado. Jorge Juan consideró pedir destino en su Orden de Malta, pero el general de la Armada, Pizarro, viejo amigo de Chile, les presentó al marqués de la Ensenada, quien vio en ellos a las personas ideales para desarrollar su política naval y de armamentos. A partir de entonces se inicia una etapa de trabajo fecunda y una relación de amistad con el marqués, que duraría toda la vida y permanecería inalterable aún después de su caída.
Fernando VI aceptó de buen grado la elección y les nombró capitanes de fragata, interesándose por el informe Memorias secretas, la parte reservada de la misión que les llevó al Ecuador, por tratarse del estado político de aquellas provincias, redactadas con una madurez y espíritu liberal sorprendente por su juventud. Por otra parte, Ensenada decidió publicar las Observaciones y los cuatro volúmenes de la Relación Histórica, comprendiendo que el trabajo de los dos jóvenes no estaría terminado hasta su pública presentación, que fue en 1748, en una tirada de 900 ejemplares (la edición francesa de La Condamine no aparecerá hasta 1751). 1749 es la fecha en la que se publica Disertación Histórica y Geográfica sobre el Meridiano de Demarcación entre los dominios de España y Portugal, de Ulloa y Juan, donde como consecuencia de los conocimientos adquiridos en su viaje a América y la circunstancia de ser conocidas las dimensiones de la Tierra, se pudo zanjar científicamente la cuestión de determinar el meridiano que el Papa Alejandro VI había señalado como demarcación para los descubrimientos de ambas naciones, y que todavía se negociaba desde el Tratado de Tordesillas.
Las Observaciones de Jorge Juan suscitaron reparos eclesiásticos, al aceptar este por evidente el sistema de Copérnico, que todavía provocaba rechazo en Roma, pero el jesuita padre Burriel intercedió ante el inquisidor general español Francisco Pérez de Prado para que no se dejase llevar por tales objeciones. En última instancia, la Inquisición sólo demandó que en la segunda edición de 1773 figurase un preámbulo de Jorge Juan titulado "Estado de la Astronomía en Europa" en el que condenaba nominalmente el modelo antes de entrar en materia.

### Reforma de la Armada

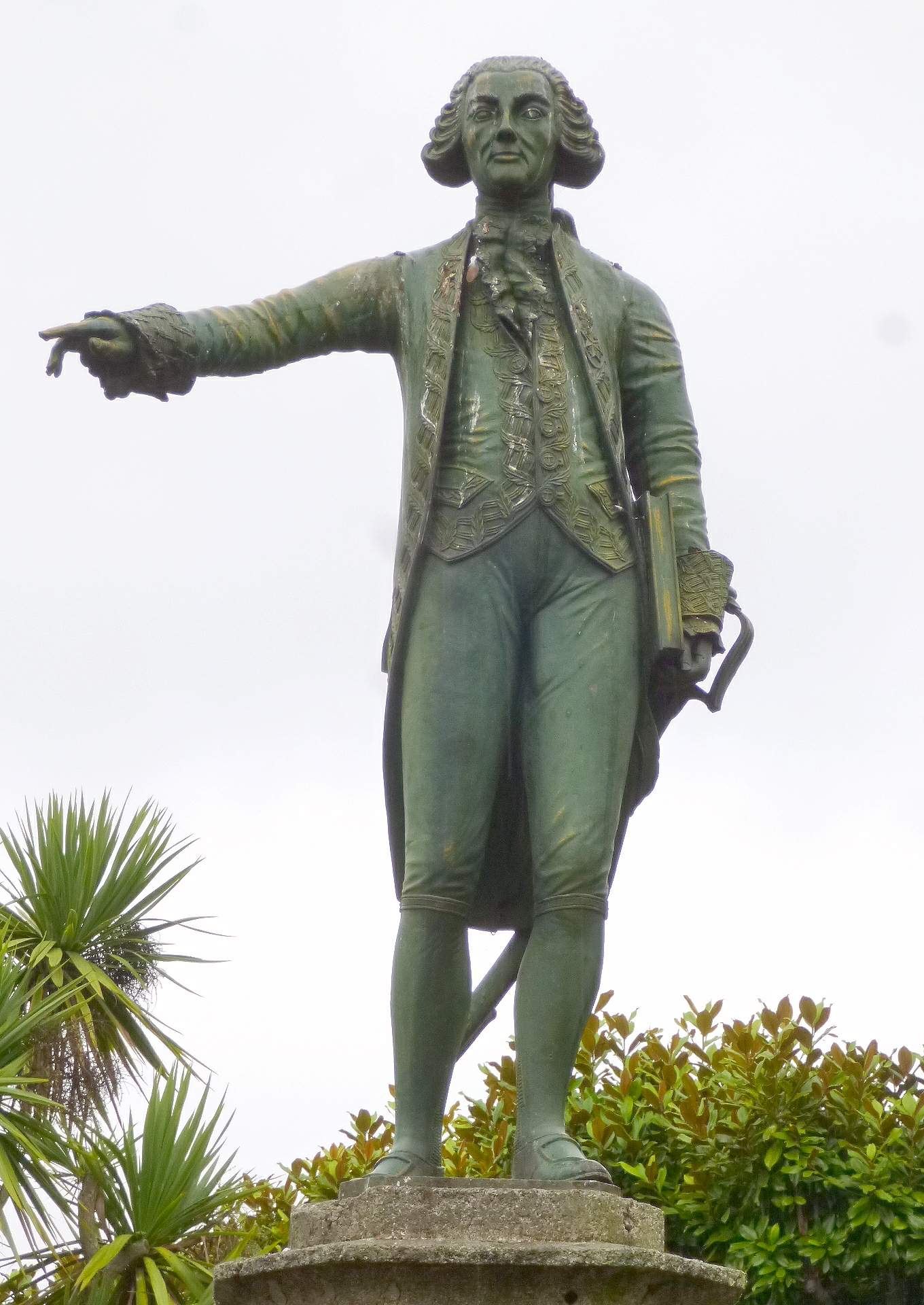
Monumento a Jorge Juan en Ferrol, La Coruña, España.

Consciente de que la Armada española comenzaba a estar anticuada, en 1748 el marqués de la Ensenada le encargó viajar a Inglaterra en labores de espionaje para conocer las nuevas técnicas navales inglesas. Su misión consistía en informar de los avances británicos en construcción naval e importarlos, contratando, además, a expertos de los astilleros del Támesis, constructores de barcos, velas, cordajes y demás, que quisieran hacer escuela en España.
En marzo de 1749 Juan fue enviado a Londres bajo la falsa identidad Mr. Josues. En menos de una semana logró lo que el inexperto embajador no había conseguido en años, hasta el punto de que Jorge Juan fue admitido, recién llegado el 6 de abril, como miembro de la Royal Society de Londres, al igual que lo fue Ulloa. Incluso conoció al almirante George Anson y al primer ministro John Russell, IV duque de Bedford, y compartió mesa con ellos. También se le hizo en 1750 miembro de la Academia Prusiana de las Ciencias en Berlín por recomendación de su director Pierre Louis Maupertuis.
Sus informes, por medio de cartas cifradas, convencieron aún más a Ensenada de la necesidad de cambiar de política y centrar el esfuerzo en construir una flota poderosa y moderna. Jorge Juan intuyó, como él, que tarde o temprano se dirimiría contra la flota inglesa la supremacía de los mares y, sin un cambio en la Armada, no habría América. Informó sobre la construcción naval, que se demostró más anticuada que la de Antonio Gaztañeta usada en España, y la fabricación de materiales, que en cambio era más avanzada que la española; en España el gasto en madera era enorme contra el eficiente sistema inglés y la calidad y resistencia de sus jarcias, velas y otros componentes. También examinó la división moderna del trabajo cualificado, copió pieza a pieza los diseños de barcos y las investigaciones sobre el lacre y las primeras aplicaciones de máquinas de vapor para limpiar puertos entre otros usos preindustriales. También hizo sus propias mejoras al sistema, e informó de planes concretos de los ingleses para atacar América.
Sin embargo, la policía inglesa empezó a recibir informes, y alguno de sus contactos allí fue detenido por el propio ministro Bedford, que ordenó su detención. Antes de escapar aún tuvo que vivir mil peripecias y planificar el viaje de más de 50 importantes ingenieros navales y obreros cualificados a España con sus familias para trabajar para la Corona, convenciéndoles de que aquello no pondría en peligro la industria naval británica. En junio de 1750, tras 18 meses de misión, logró cruzar el Canal de la Mancha disfrazado de marinero en un barco, el Santa Ana de Santoña, y llegó a París. 
A su vuelta comprobó que ya trabajaban en España cuatro de los mejores constructores ingleses, medio centenar de técnicos y decenas de obreros cualificados. A partir de este año su carrera es imparable. Ensenada ha descubierto cuán útil es para sus fines. En el siglo XVIII el transporte marítimo y la defensa naval son decisivos; el país que disponga de mejores navíos será el que domine. Conscientes del retraso de España, centrarán sus esfuerzos en este sector puntero. Pero Juan, desilusionado por el sistema de construcción naval inglés, ideó un nuevo plan español. 
Protegido por Ensenada, fue nombrado en 1752 director de la Academia de Guardiamarinas de Cádiz, donde terminará de experimentar todas sus teorías sobre la construcción naval sustentadas matemáticamente. Inspeccionaba desde la tala de árboles hasta la construcción de diques y la modernización de arsenales y astilleros, implantándose su plan en Cartagena, Cádiz, Ferrol y La Habana. Contratando constructores como Bryant y Tournel, trabajaba con un moderno criterio industrial de división del trabajo en los diques, astilleros, hornos, fábricas de jarcia y lonas, etc. Con estas normas se construyeron navíos como el Aquilón y el Oriente. Fundará también el Observatorio Astronómico de Cádiz, dotándolo con los mejores aparatos de la época y manteniendo correspondencia de sus observaciones con las Academias de París, Berlín y Londres. También solucionó los problemas en las minas de Almadén y Linares, en los canales de riego de Murcia y Aragón, en la fábrica de cañones de Santander; sentó las bases para una moderna cartografía de España.
En Cádiz tendrá ocasión y tiempo para los nuevos estudios, experimentando con cálculos matemáticos la manera de construir navíos ligeros y veloces pero seguros. Las directrices que impondrá serán que el navío se ha de construir optimizando la cantidad de madera y herraje. Así mismo, estudia la fuerza del mar y del viento, construyendo modelos de naves que remolcaba para comparar sus distintas resistencias, y comprobando con cometas la acción del viento sobre las velas. Su actividad tuvo tan buenos resultados que en 1753 los ingleses, encabezados por el almirante Richard Howe, devolvieron la visita para estudiar sus mejoras, quedando impresionados por la velocidad y maniobrabilidad de sus naves. Entre 1751 y 1754 Juan estuvo también en Ferrol donde, con el ingeniero militar Francisco Llobet, planeó y construyó el arsenal y poco después realizó los primeros planos del que sería el barrio de la Magdalena, que quedaría en manos de Llobet.
Propuso al marqués de la Ensenada la creación de otro observatorio en la Academia de Guardias Marinas de Cádiz, idea que llevó a cabo más adelante el marqués de Ureña, fundando el Real Observatorio de la Armada, en San Fernando (Cádiz).
En junio de 1754 el rey le nombra ministro de la Junta General de Comercio y Moneda. Sin embargo, las intrigas triunfaron el mismo verano y provocaron la caída y destierro del marqués de la Ensenada, gracias al empeño del sagaz embajador británico en Madrid, Benjamin Keene. Con el tiempo, el modelo de construcción de Jorge Juan sería desechado en favor del tipo de construcción naval francesa de Francisco Gautier, mucho más atrasado, pero defendido con denuedo por los nuevos ministros y sobre todo por Julián de Arriaga, secretario de Marina. Los planes de recuperación naval de España quedaron así estancados.

### Fundador de instituciones y embajador extraordinario en Marruecos

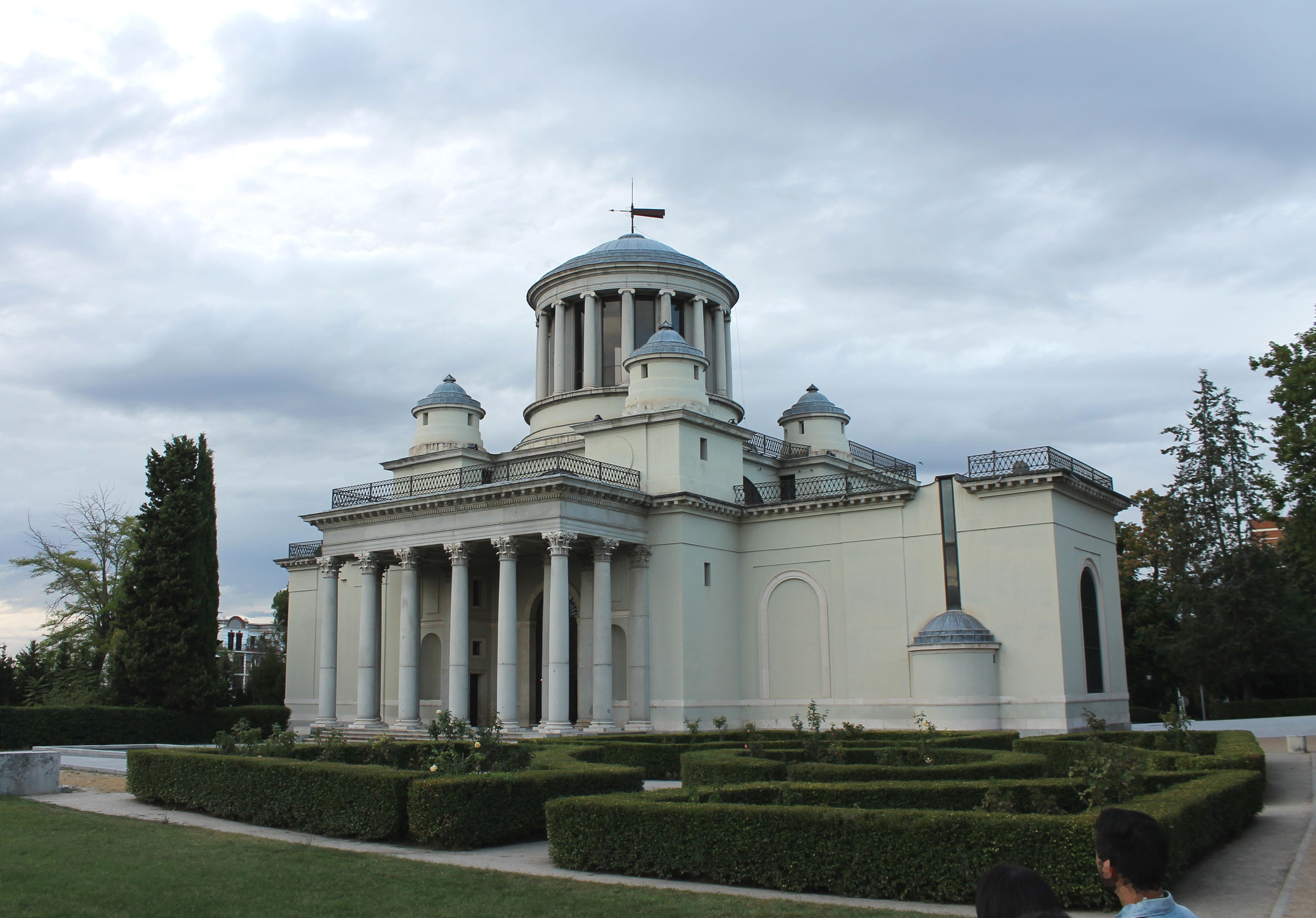
Real Observatorio de Madrid.

En 1755 funda en Cádiz la Asamblea Amistosa Literaria, que reunía los jueves en su casa, donde se discutían temas de interés que aportaban eruditos como Louis Godin, José Aranda, Gerardo Henay, Diego Porcel, José Infante, Francisco Canivell y Vila, José Nájera, Francisco Iglesias, Pedro Virgili y José Carbonell, en lo que pretendía ser el embrión de una futura Academia de Ciencias. Disertando sobre astronomía, artillería, navegación y construcción, surgió la idea de escribir su gran obra Examen Marítimo, que se publicaría en Madrid catorce años más tarde, en 1771. Esta obra sería la piedra angular de la teoría de la construcción naval, la primera escrita con cálculos matemáticos. Analiza la dinámica del buque, su estabilidad, su relación con el empuje de las olas, esfuerzos a que está sometida la arboladura, etc., basándose en la experimentación. Tan pronto como apareció, fue conocida y traducida en toda Europa.
En 1757 fundó por encargo del rey Carlos III el Real Observatorio de Madrid, y tres años después fue nombrado jefe de escuadra de la Armada Real.
El rey Carlos III le nombra embajador extraordinario en la Corte de Marruecos en 1767 para una difícil misión política; otra vez la confianza en el sabio humanista y su buen valer le señala como la persona ideal. Durante tres reinados fue Jorge Juan indispensable. Salió el 15 de febrero de 1767 en compañía de Sidi-Hamet-el-Garcel, embajador de Marruecos, con regalos para el soberano musulmán y con unas instrucciones concretas acerca de su misión.
Tras más de seis meses de actividad diplomática regresó habiendo firmado un tratado de 19 artículos, en el que las aspiraciones españolas quedaban aseguradas en muchos puntos, salvo en algunos que no mermaron el éxito de la misión. De todos los detalles y curiosidades del viaje dejó constancia en un diario manuscrito. Allí también recabó información secreta y relevante para el Monarca; el rey le honró con la dirección del Seminario de Nobles de Madrid en 1773.

### Últimos años y muerte
En los últimos años, elaboró un plan para la expedición que realizaría el cálculo del paralaje del Sol, es decir, la medición exacta de su distancia a la Tierra. El fenómeno astronómico que mejor podría contribuir a la finalización del problema era el tránsito de Venus por el disco solar. Así, la expedición dirigida por Vicente Doz salió de Cádiz en 1769 y el 3 de junio midieron desde la costa de California el fenómeno astronómico. Los resultados entre las diferentes mediciones fueron perfectos y pusieron fin al problema de la determinación exacta de la escala del sistema solar.
Estuvo muy vinculado (desde los doce años) a la orden de los Caballeros de Malta de la mano de su tío, que ocupaba uno de los más altos cargos de la orden. Jorge Juan acabaría recibiendo el título de comendador de Aliaga de la orden de los Caballeros de Malta

A tanto laboriosidad sacrificó su salud en términos que la repetición de los cólicos biliosos convulsivos acabó con su vida en Madrid á 21 de junio de 1773. Enterrósele con solemnidad en la Parroquia de S. Martin, donde cubre sus cenizas un honorífico epitafio.

Se le atribuye poco antes de su muerte una dura carta a Carlos III por su subordinación ciega al modelo naval francés, vaticinando graves pérdidas, como ocurriría en Trafalgar 32 años después, cuando los ligeros navíos ingleses, seguramente inspirados en los estudios de Juan, dieron al traste con la pesada y vetusta flota hispano-francesa.
Sus restos mortales fueron inhumados en el Panteón de Marinos Ilustres, de San Fernando (Cádiz) el 2 de mayo de 1860.

## Obras
- Compendio de navegación (1757)[15]

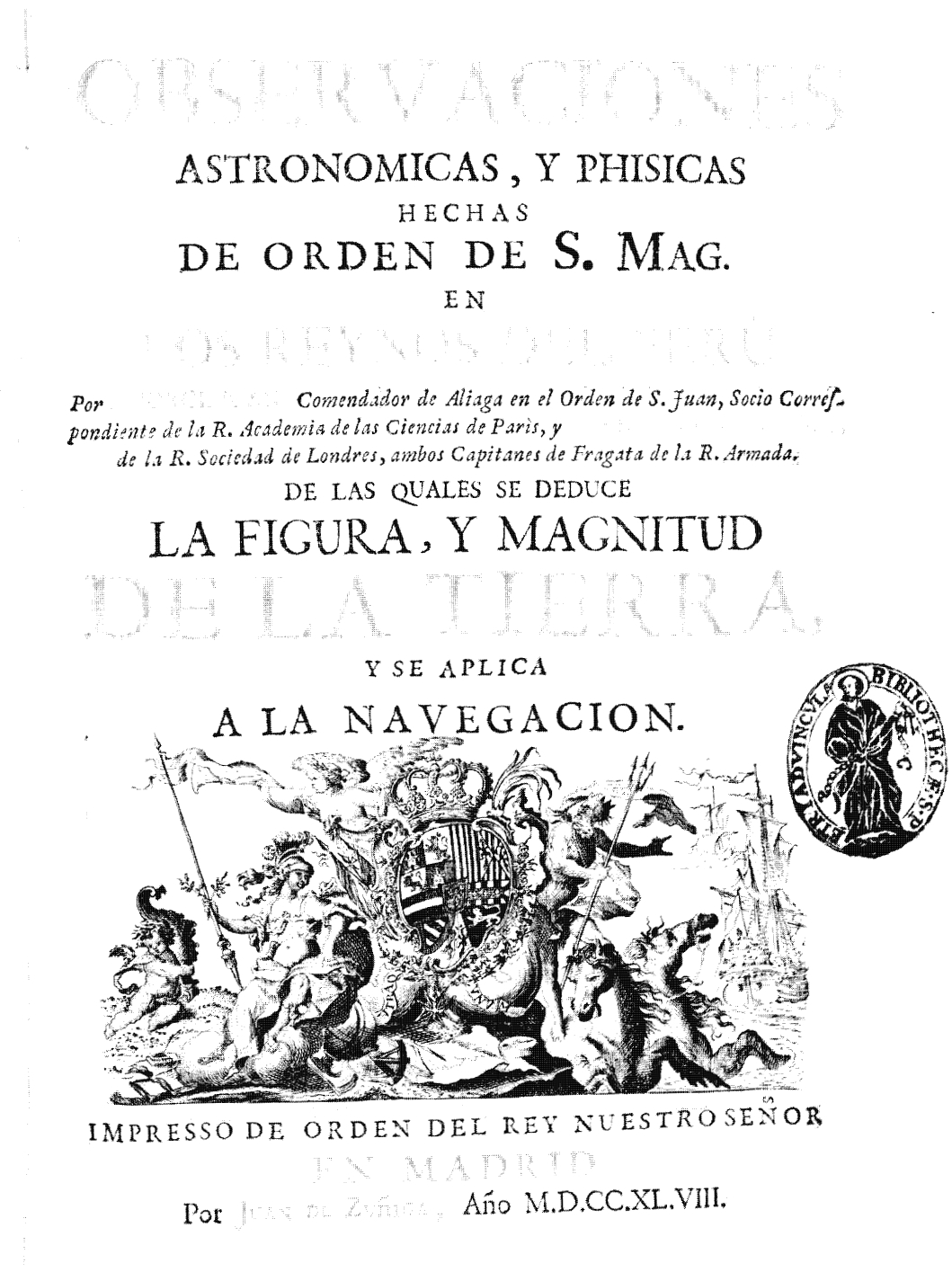
Observaciones astronomicas y phisicas, 1748

- Examen marítimo teórico-práctico (1771)
- Estado de la astronomía en Europa (1774)

### En colaboración con Antonio de Ulloa
- Plan del camino de Quito al río Esmeraldas, según las observaciones astronómicas de Jorge Juan y Antonio de Ulloa (1736-1742)
- Observaciones astronómicas y físicas hechas en los Reinos del Perú (Madrid, 1748)
- Relación histórica del viaje hecho de orden de su Majestad a la América Meridional (Madrid, 1748)
- Disertación Histórica y Geográfica sobre el Meridiano de Demarcación entre los dominios de España y Portugal (1749)
- Noticias Secretas de América, sobre el estado naval, militar y político del Perú y provincia de Quito (1748, publicadas en Londres en 1826), cuya publicación fue prohibida por el gobierno español.[16]

## Títulos
- Caballero de la Orden de Malta

Busto de Jorge Juan en el emplazamiento turístico Ciudad Mitad del Mundo, Pichincha, Ecuador.

- Comendador de Aliaga en la Religión de San Juan.
- Jefe de Escuadra de la Real Armada.
- Capitán de la Compañía de Caballeros Guardia-Marinas.
- Director del Real Seminario de Nobles.
- Del Consejo de S. M. en la Junta de Comercio y Moneda.
- Embajador del Rey en la Corte de Marruecos.
- Consiliario de la Real Academia de San Fernando.
- Socio correspondiente de la Real Academia de las Ciencias de París.
- Miembro de la Real Sociedad de Londres.
- Miembro de la Academia de París.

## Homenajes

### Inscripción de la lápida de Jorge Juan y Santacilia
El Excmo. Sr. D. Jorge Juan y Santacilia, natural de Monforte del Cid , en el reino de Valencia, Caballero de la Orden de Malta, Jefe de la Armada, Capitán de los Guardiamarinas y Director de su Escuela, Rector del Seminario Real de Nobles de Madrid, que después de haber dominado el mar con barcos de nuevo tipo y construcción, explorando el África como Embajador en Marruecos, recorriendo la América para levantar el plano de la Tierra y Europa para llevar a cabo investigaciones literarias, con las que ilustró sus Academias, como la Española de San Fernando, la francesa, la inglesa y la prusiana, entregó al Señor la vida que de Él había recibido, y que ennobleció con su piedad y buenas costumbres, a los sesenta años de edad, en Madrid, el 21 de junio del año del Señor 1773. Sus desconsolados hermanos Bernardo y Margarita cuidaron de que fuese colocado y levantado un monumento, con el consentimiento del Ilmo. D. D. Juan Zapata, Marqués de San Miguel de Gros, patrono de la capilla.
(Original en latín. Traducción al español de la lápida funeraria de D. Jorge Juan y Santacilia)

### Otros

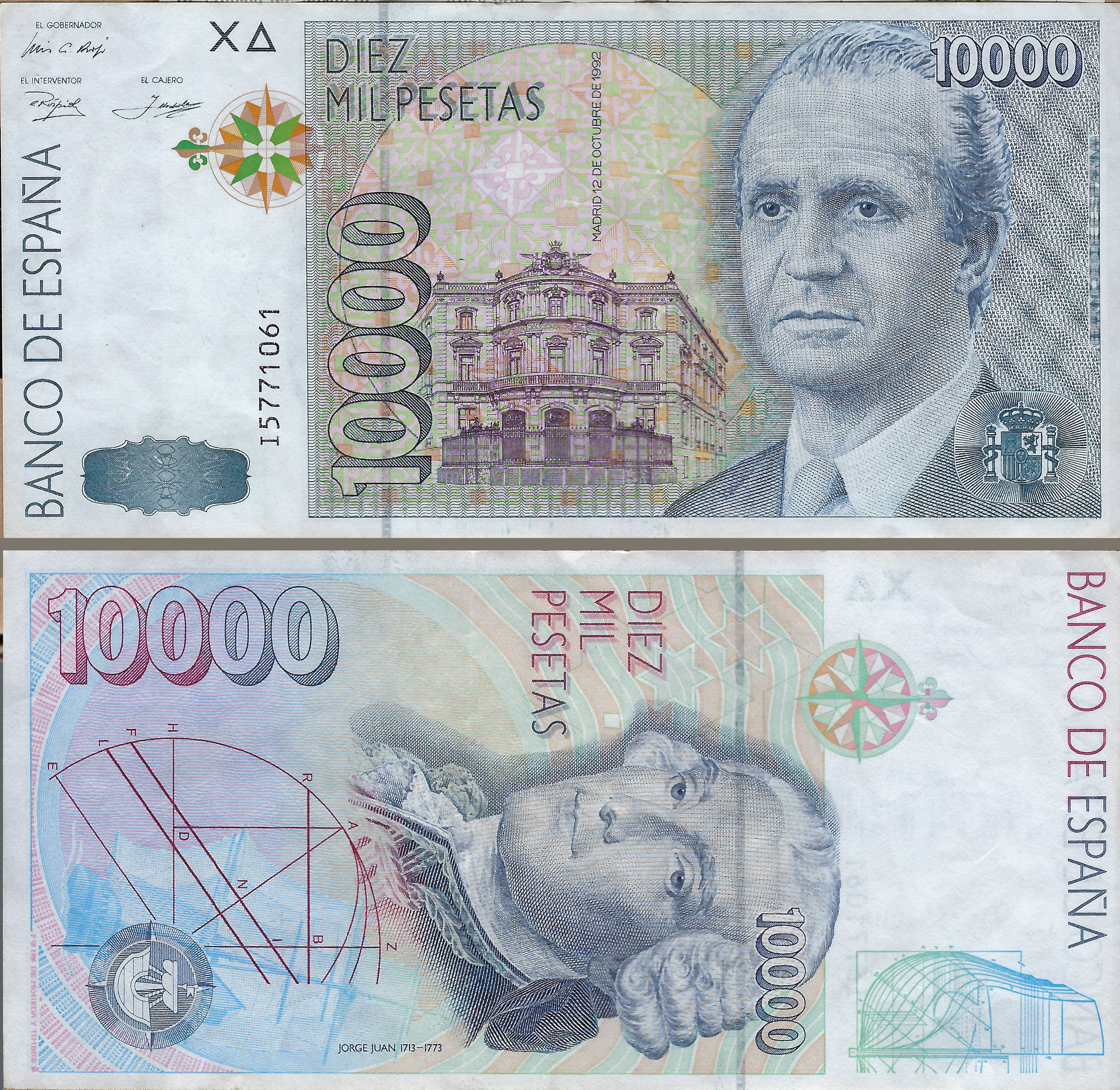
Efigie de Jorge Juan en billetes españoles

Su imagen figuraba en el reverso de los antiguos billetes de diez mil pesetas.
En la provincia donde nació, Alicante (España), se le honró con:
- en la ciudad de Alicante, la calle de Jorge Juan, que conecta el Ayuntamiento con la Basílica de Santa María y el centro de Educación secundaria IES Jorge Juan.
- En Monforte del Cid se le dedicó el colegio público Jorge Juan.
- La ciudad de Denia (Alicante) le tiene dedicada una plaza muy cerca de su puerto.
- En 1913, con motivo del II centenario de su nacimiento, la ciudad de Novelda erigió un monumento a su memoria realizado por el escultor alicantino Vicente Bañuls.
- En Novelda se le dedicó el colegio CEIP Jorge Juan

En la provincia de Madrid están dedicadas a su memoria:
- calle de Jorge Juan, en el distrito de Salamanca de la ciudad de Madrid (España). En dicha calle se encuentra el callejón Jorge Juan.
- calle de Jorge Juan de San Sebastián de los Reyes
- calle de Jorge Juan de Alcalá de Henares
- calle de Jorge Juan de Boadilla del Monte
- En 2012, la Armada Española y la ciudad de Madrid le dedicaron un monumento a D. Jorge Juan y Santacilia en el jardín de los Descubrimientos de la plaza de Colón

En la ciudad de Valencia (España), se le dedicó la calle de Jorge Juan en el primer ensanche de la ciudad como homenaje a su trayectoria.
La Corporación Municipal de Ferrol instaló junto al Palacio de la Capitanía una estatua dedicada a Jorge Juan.
En el Arsenal de Cartagena, Murcia, hay un monumento a su memoria.
La Armada española le dedicó dos buques, el destructor de la clase Churruca, el Jorge Juan (JJ) botado en 1931 y dado de baja en 1963, y el destructor de la clase Lepanto (Fletcher), el Jorge Juan (D-25) en servicio desde 1960 a 1988.
En la ciudad de Albacete cuenta con un complejo deportivo público con su nombre ubicado en La Milagrosa.
En Ecuador, en Ciudad Mitad del Mundo de Quito, hay un obelisco con un busto en su recuerdo junto al monumento que marca el punto exacto por donde pasa el ecuador.
En 1974, la Fábrica Nacional de Moneda y Timbre - Real Casa de la Moneda (situada en la calle Jorge Juan de Madrid) emitió un sello en homenaje a Jorge Juan y Santacilia con valor facial de 15 pesetas.
Cupón de la ONCE del día 20 de junio de 2023 dedicado a Jorge Juan celebrando el 250 aniversario de su muerte (21 de junio de 1773).
El Museo Naval organizó una exposición sobre el máximo exponente de la marina ilustrada, —del 24 de noviembre de 2023 al 31 de marzo de 2024— La exposición, titulada "Jorge Juan. El legado de un marino científico" está comisariada por José María Moreno Martín y Blanca Sazatornil Pinedo. La muestra conmemora el 250 aniversario de la muerte del científico y espía, abarcando los principales hitos de su vida y sus contribuciones más destacadas a la historia de la ciencia del siglo XVIII.